# Паметник на Пейо Яворов (Сандански)
Паметникът на Пейо Яворов е бюст на българския национален поет и революционер, разположен в градския парк „Свети Врач“ в град Сандански (Свети Врач), България.
Паметникът е създаден през 20-те или 30-те години на XX век. Той е разрушен от бурните води на река Санданска Бистрица по време на наводнението през 1957 година. В 1978 година е изграден наново.